# Stoneleigh (Warwickshire)
Pour les articles homonymes, voir Stoneleigh.
Stoneleigh est un village et une paroisse civile du Warwickshire, en Angleterre. Il est situé dans le nord du comté, à 7 km au sud de la cité de Coventry et à 9 km au nord de la ville de Leamington Spa. Il est traversé par la Sowe (en), qui se jette dans l'Avon juste au sud-ouest du village. Administrativement, il relève du district de Warwick.

## Toponymie
Stoneleigh est un toponyme d'origine vieil-anglaise. Il désigne une clairière (lēah) remplie de pierres (stān). Dans le Domesday Book, compilé en 1086, le village figure sous le nom Stanlei.

## Démographie
Au recensement de 2011, la paroisse civile de Stoneleigh comptait 3 636 habitants.

## Culture locale et patrimoine
L'abbaye de Stoneleigh est un monastère cistercien fondé en 1155 sous les auspices d'Henri II. Elle ferme ses portes en 1536, pendant la dissolution des monastères ordonnée par le roi Henri VIII. Les bâtiments sont rachetés par le lord-maire de Londres Thomas Leigh (en) et la famille Leigh fait de l'ancienne abbaye un manoir. Au début du XIXe siècle, la romancière Jane Austen visite l'abbaye de Stoneleigh et s'en inspire dans son œuvre. Le manoir est un monument classé de grade I depuis 1987.
La zone d'activités de Stoneleigh Park (en), au sud-ouest du village, accueille de 1963 à 2009 le Royal Show (en), une grande foire annuelle organisée par la Royal Agricultural Society of England (en).